# ماريو دوس سانتوس جونيور
ماريو دوس سانتوس جونيور (بالبرتغالية: Mario dos Santos Júnior‏) هو لاعب كرة قدم برازيلي في مركز الهجوم، ولد في 27 أكتوبر 1971 في البرازيل. لعب مع FC Lokomotiv Nizhny Novgorod ‏.